# لورين فينتون
لورين فينتون (بالإنجليزية: Lorraine Fenton) واسمه الحقيقي لورين غراهام (بالإنجليزية: Lorraine Graham) هي عداءة مسافات قصيرة جامايكية ولدت في يوم 8 سبتمبر 1973 في مدينة مانشستر باريش في جامايكا، أبرز إنجازاته كان فوزه بالميدالية الفضية في دورة الألعاب الأولمبية الصيفية 2000 في سيدني، كما فازت بالميدالية الفضية في سباق 4×400 مع الفريق الجامايكي بنفس الدورة. على صعيد بطولات العالم تمكنت من الفوز بالميدالية الذهبية مع الفريق الجامايكي في سباق 4×400 متر في بطولة العالم لألعاب القوى 2001 في إدمونتون في كندا وبنفس الدورة تمكنت من الفوز بالميدالية الفضية في سباق 400 متر وفي بطولة العالم لألعاب القوى 2003 في باريس تمكنت من الفوز بالميدالية الفضية في سباق 400 متر. أفضل رقم سجلته في سباق 400 متر هو 49.30 متر في موناكو في سنة 2002.

## روابط خارجية
- لورين فينتون على موقع الاتحاد الدولي لألعاب القوى (الإنجليزية)
- لورين فينتون على موقع اللجنة الأولمبية الدولية (الإنجليزية)
- لورين فينتون على موقع أوليمبيديا (الإنجليزية)
- لورين فينتون على موقع اتحاد ألعاب الكومنولث (مؤرشف) (الإنجليزية)